# 20 вересня
20 вересня — 263-й день року (264-й у високосні роки) в григоріанському календарі. До кінця року залишається 102 дні.

## Свята і пам'ятні дні

### Національні
- Німеччина: Дитячий день.

### Релігійні

#### Західне християнство
- Пам'ять папи Агапіта I;
- Пам'ять святих Вінсента Мадельґаріуса, Ґліцерія Міланського[en], Евілія[en], Євстафій Плакида, Жан-Шарля Корне[en], Фавсти Кізицької[en] та Хосе Марія де Єрмо-і-Парес[en];
- Пам'ять корейських мучеників[en], зокрема Андрія Кім Теґона[en] і Лоран-Марі-Жозефа Імберта[en];
- Пам'ять святого Джона Паттесона[en] (Англіканська церква).

#### Східне християнство[1]
- Пам'ять великомученика Євстафія Плакиди, дружини його Теопистії та синів їхніх Агапія і Теопіста, Римських;
- Пам'ять мучеників і проповідників Михаїла Чернігівського, і боярина його Теодора, чудотворців;
- Пам'ять преподобного та благовірного князя Олега Брянського.

## Іменини
✝  Католицькі: Агапій, Вінсент, Ґліцерій, Евілій, Євстафій, Жан, Жозеф, Лоран, Марі, Марія, Фавста, Хосе, Шарль.
✙ Православні: Агапій, Євстафій, Михаїл (Михайло), Олег, Теопіст, Теодор.

## Події
- 1246 — В Орді убито князя Чернігівського Михайла Всеволодовича.
- 1258 — освячено кафедральний собор у Солсбері (Королівство Англія), який будувався 38 років.
- 1519 — Почалося перше навколосвітнє плавання під керівництвом Фернана Магеллана.
- 1562 — між Королівством Англія та лідером французьких гугенотів принцом Конде підписано угоду, за якою Англія отримувала Гавр в обмін на надання загонів для боротьби з католиками.
- 1610 — полководець Речі Посполитої Станіслав Жолкевський захопив Москву.
- 1792 — У Королівстві Франція дозволені розлучення.
- 1793 — Комітет громадського порятунку Франції схвалив план капітана Наполеона Бонапарта з облоги Тулону (перше згадування імені Наполеона на загальнодержавному рівні).
- 1866 — до складу Королівства Пруссія ввійшли Ганновер та Франкфурт.
- 1870 — завершено об'єднання Італії.
- 1919 — Нестор Махно і уряд УНР уклали угоду про спільну боротьбу проти Денікіна.
- 1920 — у Збараж та Вишневець вступили частини 6-ї польської армії. До Лянцкоруна, Скалата і Сатаніва вступили частини Дієвої Армії УНР.
- 1926 — Голова синдикату американської мафії Аль Капоне дивом уник смерті під час розстрілу його офісу в Цицеро (штат Іллінойс).
- 1946 — відкрився перший Каннський кінофестиваль.
- 1954 — ЕОМ виконала першу програму першою мовою програмування високого рівня Фортран.
- 1970 — станція «Луна-16» здійснила перше буріння ґрунту на Місяці.
- 1977 — до ООН вступив В'єтнам.
- 1991 — створено Службу національної безпеки України (нині — СБУ).
- 1992 — На референдумі більшість громадян Франції висловилося за вступ країни до Європейського Союзу.
- 2000 — Влада Республіки Китай заарештувала 25-річного Чен Інь-Хао, розробника комп'ютерного вірусу CIH («ЧІХ»), названого за ініціалами автора (відомий також як «Чорнобиль», бо одна з його версій активується 26 квітня, у річницю аварії на ЧАЕС).
- 2003 — на референдумі в Латвії громадяни проголосували за входження країни до ЄС.
- 2008 — відкриття першого в Україні IMAX кінотеатру.

## Народились
Дивись також Категорія:Народились 20 вересня
- 1744 — Джакомо Кваренгі, італійський архітектор. За угодою працював в Петербурзі, Москві, також в Україні.
- 1778 — Фаддей Беллінсгаузен, російський мореплавець німецького походження, першовідкривач Антарктиди.
- 1809 — Нестор Кукольник, письменник українського русинського походження, драматург, поет, літературний критик, композитор, видавець, громадський діяч. Син вченого і педагога Василя Кукольника, брат Платона та Павла Кукольників.
- 1833 — Ернесто Теодоро Монета, італійський журналіст, пацифіст, лауреат Нобелівської премії миру (1907).
- 1842 — Джеймс Дьюар, шотландський вчений, винахідник перших термосів.
- 1862 — Арнальдо Дзоккі (Дзоккі або Цочі), італійський скульптор, автор статуї Христофора Колумба в Буенос-Айресі. Син скульптора Еміліо Зоккі, автора кінного пам'ятнику Віктору Емануїлу II у Флоренції; двоюрідний племінник скульптора Чезаре Зоккі, автора пам'ятнику Данте Аліг'єрі в Тренто.
- 1869 — Йосафата Гордашевська, блаженна, монахиня.
- 1883 — Михайло Жук, український живописець, графік, педагог і письменник.

- 1893 — Сергій Єфремов, український військовий діяч, головнокомандувач національної оборони Карпатської України, підполковник Армії УНР (генерал-хорунжий в еміграції).
- 1929 — Іван Світличний, український літературознавець, мовознавець, літературний критик, поет, перекладач, правозахисник, репресований, член Міжнародного ПЕН-клубу.
- 1934 — Софі Лорен, італійська кіноакторка, лауреат «Оскара».
- 1948 — Джордж Мартін, американський письменник-фантаст, сценарист і продюсер. Автор популярного циклу книг у жанрі фентезі «Пісня льоду й полум'я».
- 1957 — Володимир Ткаченко, український радянський баскетболіст, дворазовий бронзовий призер Олімпійських ігор.
- 1964 — Меґґі Чун, гонконзька акторка («Любовний настрій»).
- 1975
  -  — Азія Ардженто, італійська акторка, кінорежисер, сценарист, письменник і співачка;
  -  — Мун Бладгуд, американська акторка та модель;
  -  — Хуан-Пабло Монтоя, колумбійський автогонщик, колишній пілот «Формули-1».
- 1977 — Валерій Перешкура, український гімнаст, срібний призер Олімпійських ігор (2000)
- 1982 — Інна Осипенко-Радомська, українська веслувальниця на байдарках, олімпійська чемпіонка, чотириразова призерка Олімпійських ігор.
- 1983 — Юлія Батенкова-Бауман, українська біатлоністка, лижниця, призер Паралімпійських ігор.
- 1993 — Юліан Дракслер, німецький футболіст, півзахисник збірної Німеччини.
- 1995 — Семмі Ханратті, американська акторка і співачка.
- 1995 — Лаура Деккер, голландська яхтсменка.

## Померли

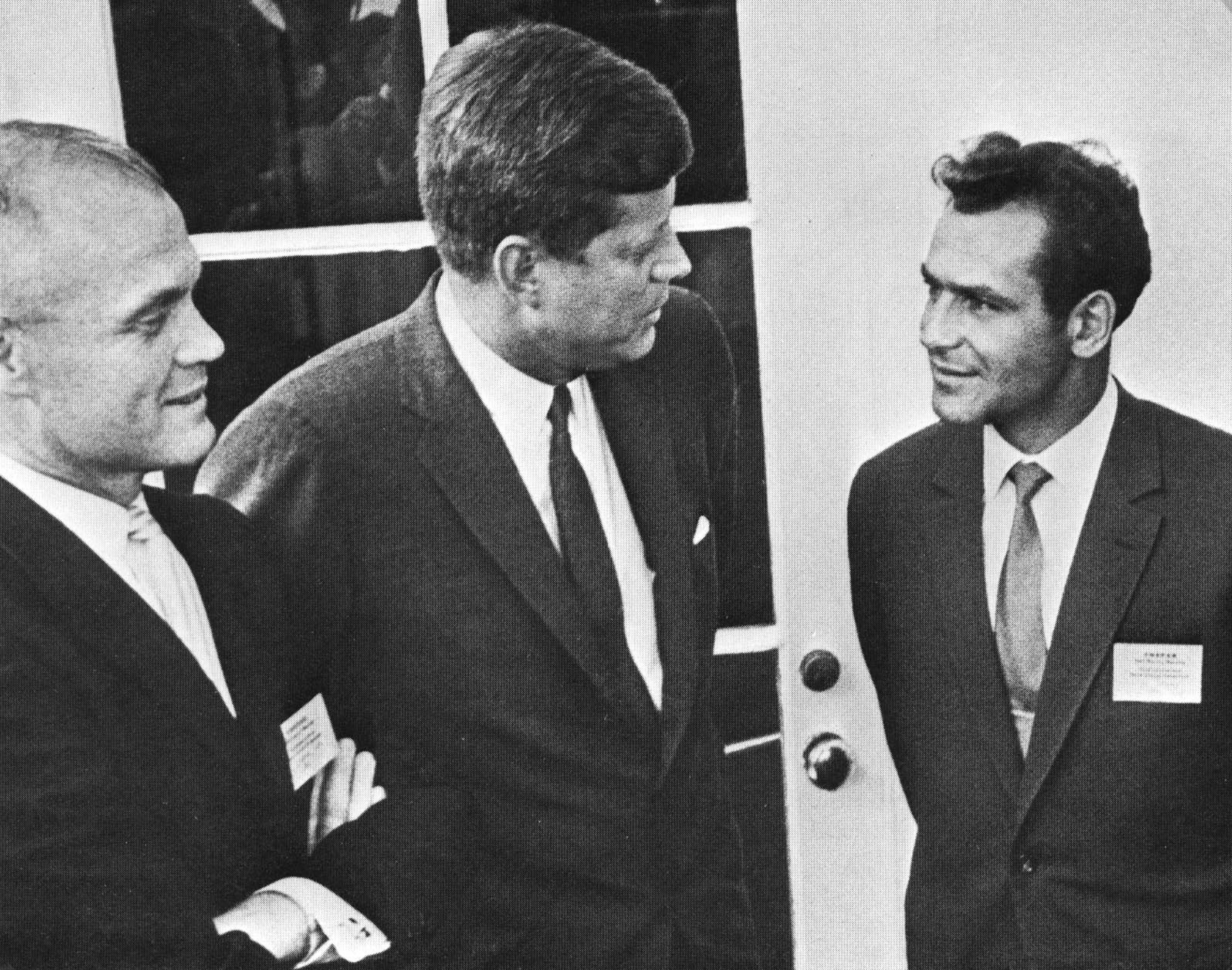
Герман Титов (праворуч) поряд із Джоном Кеннеді та Джоном Гленном

Дивись також Категорія:Померли 20 вересня
- 19 до н. е. — Вергілій, найвидатніший поет стародавнього Риму та один із найвизначніших поетів античної літератури, автор епосу «Енеїда».
- 1863 — Якоб Грімм, німецький філолог, фольклорист і казкар.
- 1871 — Тимко Падура, український поет, композитор та торбаніст.
- 1908 — Пабло Сарасате, іспанський скрипаль і композитор.
- 1933 — Анні Безант, відома теософиня, борчиня за права жінок, письменниця і ораторка.
- 1942 — Карліс Улманіс, латвійський політичний і державний діяч, президент Латвії у 1936—1940.
- 1957 — Ян Сібеліус, фінський композитор, автор симфонічних поем «Фінляндія», «Дочка Півночі», численних сюїт і пісень
- 1960 — Іда Рубінштейн, видатна харків'янка, королева балету і акторка, в 1909—1910 роках виступила у складі антрепризи Сергія Дягилєва, на початку 1911 року створила власну трупу.
- 1961 — Анджей Мунк, польський кінорежисер.
- 1971 — Йоргос Сеферіс, професійний дипломат та одночасно один з найвидатніших поетів новогрецької літератури, лауреат Нобелівської премії з літератури (1963).
- 1974 — Кость Кисілевський, український мовознавець і педагог, професор Українського вільного університету, дійсний член Наукового товариства імені Шевченка.
- 1975 — Сен-Жон Перс, французький дипломат, поет, нобелівський лауреат (1960).
- 1988 — Сем Вудьярд, американський джазовий ударник.
- 1991 — Зеновій Красівський, український поет, літератор, дисидент.
- 1993 — Еріх Гартманн, німецький пілот-винищувач.
- 2000 — Герман Титов, льотчик-космонавт СРСР (1961), Герой Радянського Союзу, другий космонавт планети.
- 2005 — Чарльз Леонард Гарнесс, американський письменник у жанрі наукової фантастики.
- 2006 — Олександр Мовчан, український актор театру і кіно. Заслужений артист України (2002).
- 2014 — Павло Кльонов, український актор театру, режисер-постановник Народний артист України.
- 2017 — Олександр Єрмолаєв, український письменник (поет, гуморист, публіцист), журналіст, член Національної спілки письменників України.
- 2020 — Майкл Чепмен, американський кінооператор, режисер та актор.